# Microrregión de Angicos
La microrregión de Angicos es una de las  microrregiones del estado brasileño del Río Grande del Norte perteneciente a la mesorregión Mesorregión Central Potiguar. Su población fue estimada en 2006 por el IBGY en 49.324 habitantes y está dividida en ocho municipios. Posee un área total de 4.079,762 km².

## Municipios
- Afonso Bezerra
- Angicos
- Caiçara del Río del Vento
- Fernando Pedroza
- Jardín de Angicos
- Lajes
- Pedra Preta
- Pedro Avelino

- Datos: Q2462897